# Гейковка (станция)
Гейковка — промежуточная железнодорожная станция Криворожской дирекции Приднепровской железной дороги на линии Кривой Рог — Долинская.

## История
Станция открыта в 1884 году. Название получила от одноимённого села.

## Характеристика
Расположена на западе от города Кривой Рог на линии Кривой Рог-Главный (станция) — Долинская между станциями Моисеевка (12 км) и Висунь (17 км).